# Wilhelm Albermann
Johann Friedrich Wilhelm Albermann, né le 28 mai 1835 à Werden an der Ruhr et mort le 9 août 1913 à Cologne, est un sculpteur allemand.

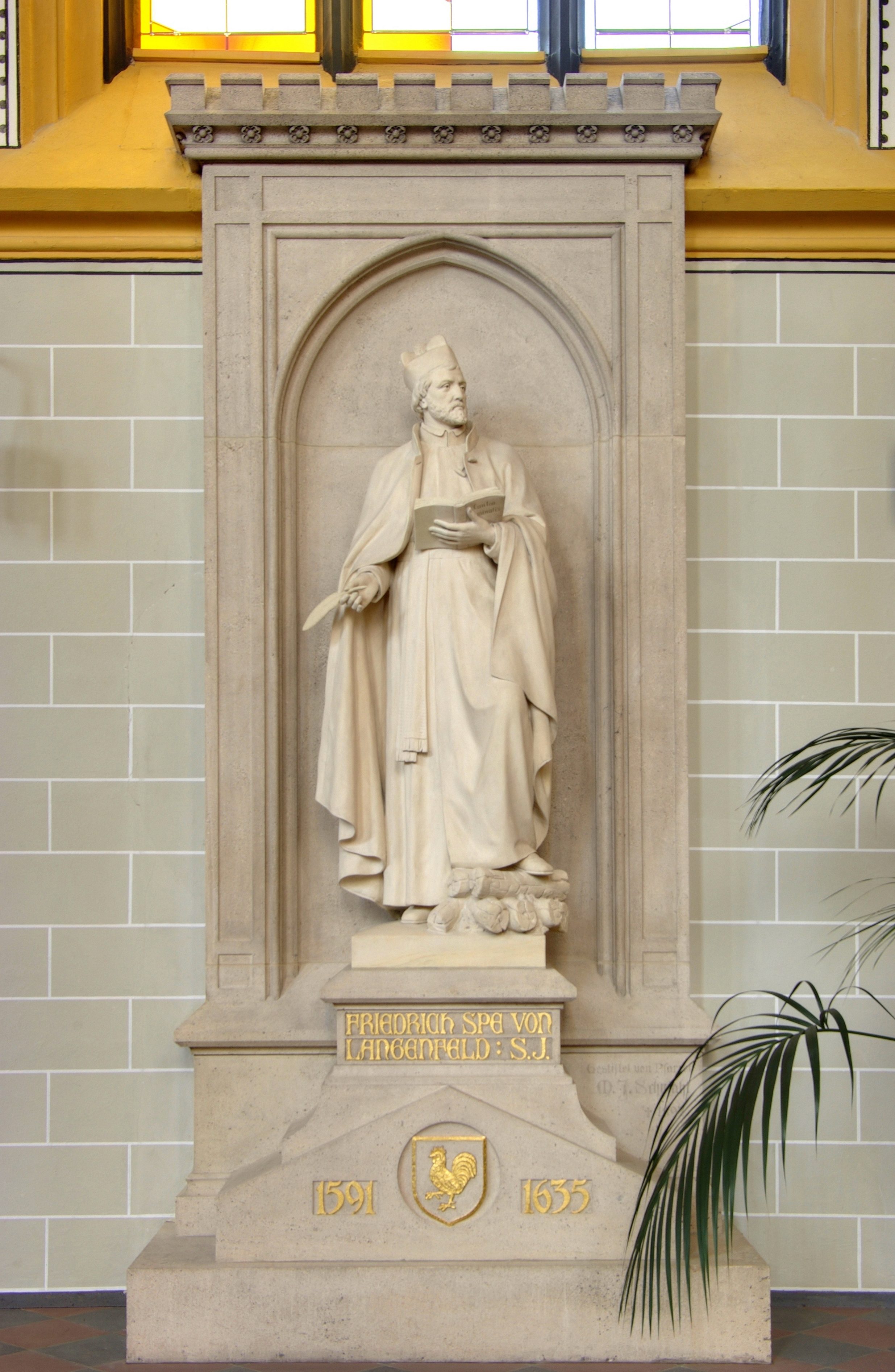
Statue de Friedrich Spee, église des Jésuites de Trèves.

## Biographie
Albermann est le fils d'un menuisier. Il fréquente jusqu'à seize ans l'école du rectorat de Werden, puis entre en apprentissage chez un sculpteur sur bois. Il est appelé pour son service militaire à Berlin en 1855 au 2e régiment de grenadiers de la Garde. Son commandant de compagnie reconnaît le talent artistique d'Albermann et lui permet de fréquenter l'Académie des arts de Berlin alors qu'il est de service et en uniforme. Pendant ce temps, Albermann rejoint le Katholischer Leseverein, première corporation étudiante catholique au sein de l'Association du cartel (de). 
Albermann travaille ensuite à l'atelier d'Hugo Hagen et d'August Fischer (de). En 1864, il combat contre le Danemark, puis rentre à Cologne en 1865. Il se met à son compte comme sculpteur et ouvre sa propre école artisanale de sculpture avec l'aide de la municipalité de Cologne. Il en demeure à la tête jusqu'en 1896. De 1893 à 1896, il est conseiller municipal de Cologne. En 1902, il est nommé professeur.
Albermann laisse une œuvre sculpturale extraordinairement vaste. Il réalise les statues de Wallraf et de Richartz (de) qui se trouvent au Museum für angewandte Kunst de Cologne. On lui doit aussi la fontaine de Jean de Werth au vieux marché de Cologne et la fontaine d'Hermann Joseph au Waidmarkt. Ses sculptures architecturales ornent de nombreuses maisons privées à Cologne et des bâtiments monumentaux en Rhénanie, et il crée des autels, des statues de la Vierge et de saints pour les églises. Wilhelm Albermann trouve sa dernière demeure au cimetière de Melaten,. Il est l'auteur d'une vingtaine de monuments funéraires de familles de notables; mais certains ont disparu.

## Œuvre

### Monuments, fontaines, statues
- Aix-la-Chapelle
  - 1888: façade de la villa Cassalette (de)
- Cologne

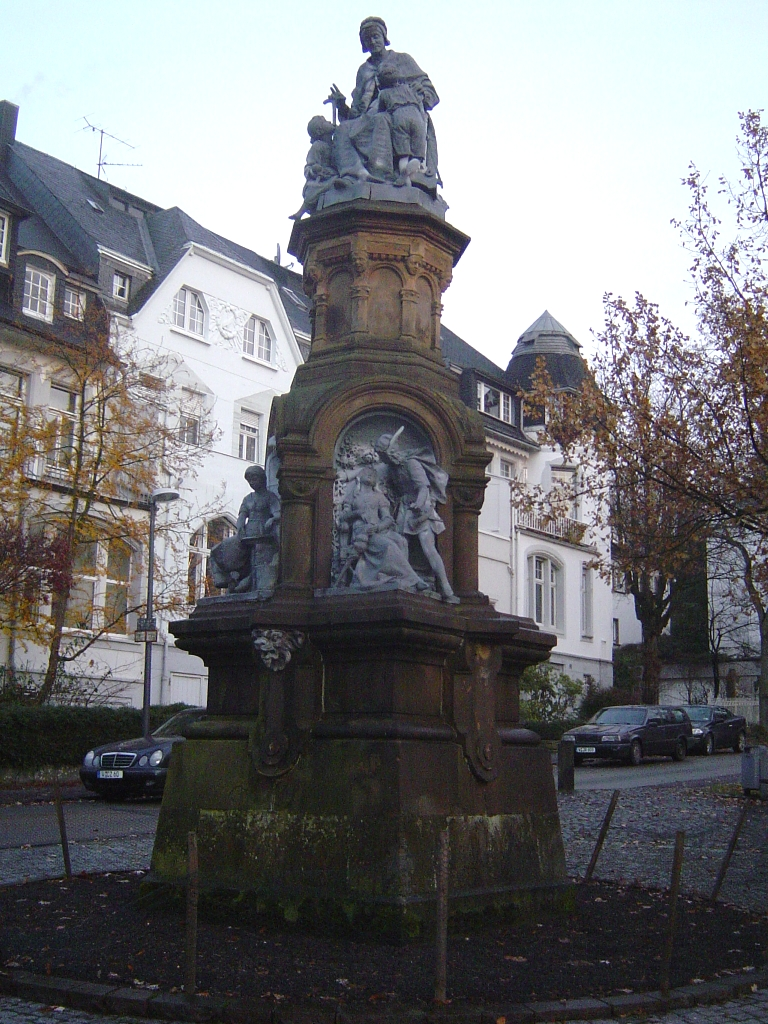
Fontaine des contes de fée à Wuppertal.

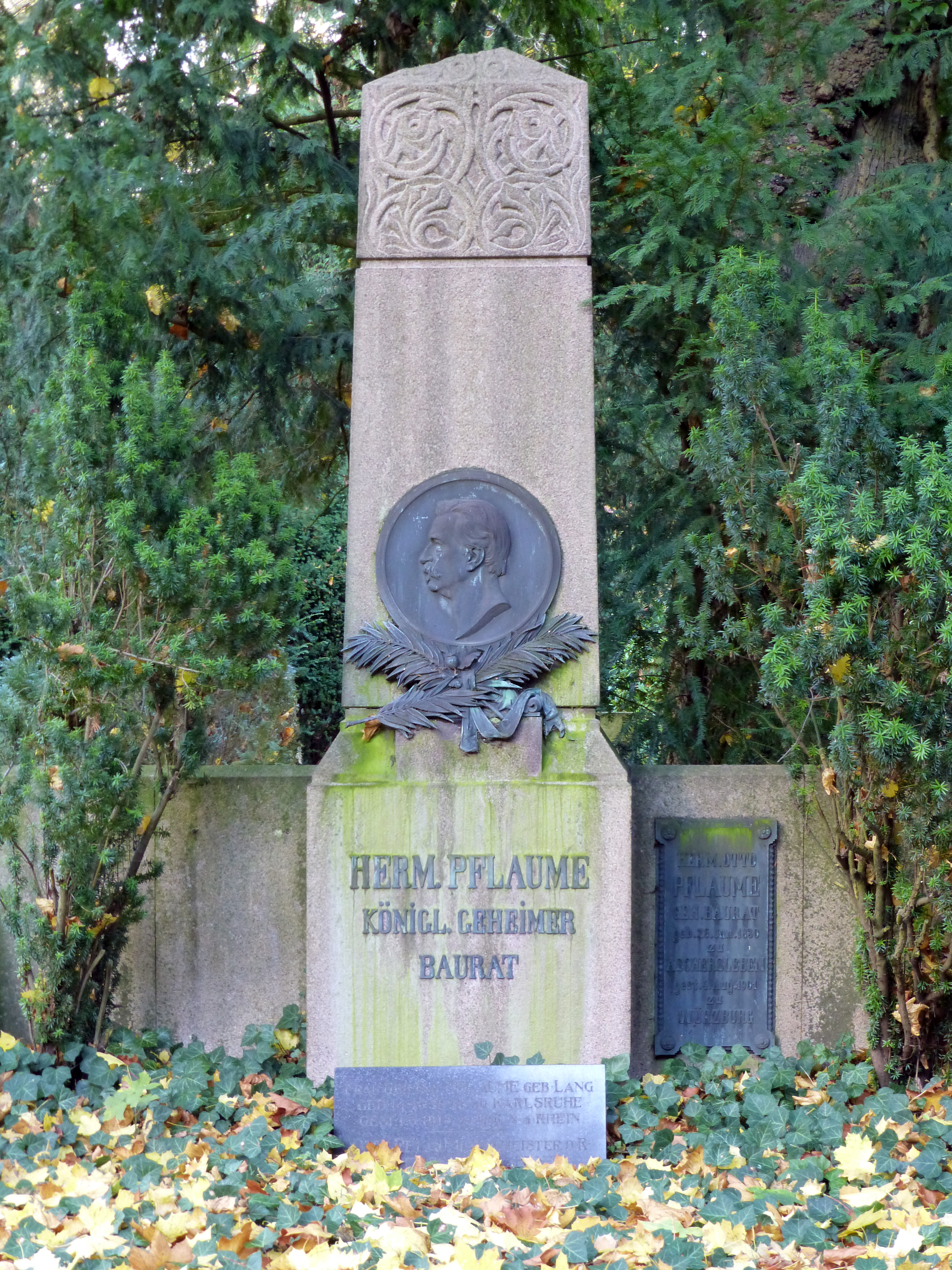
Tombeau d'Hermann Pflaume au Melaten-Friedhof.

  - Statue de Ferdinand Franz Wallraf
  - Statue de Johann Heinrich Richartz (de)
  - Monument funéraire de Ferdinand Franz Wallraf et Johann Heinrich Richartz au Melaten-Friedhof (détruit pendant la guerre)
  - Médaillon (bronze), sur la tombe d'Hermann Otto Pflaume (de), au Melaten-Friedhof
  - Fontaine de Jean de Werth au vieux marché de Cologne
  - Fontaine de Hermann Joseph au Waidmarkt
- Dingelstädt (Klüschen Hagis (de))
  - 1907-1910 statue de l'Immaculée-Conception
- Düren
  - Groupe du Mont des Oliviers à la chapelle dite « Altes Muttergotteshäuschen » (terminée de manière posthume le 20 septembre 1913)
- Düsseldorf
  - Alte Kunsthalle: 1880-1881 quatre caryatides, aujourd'hui à la nouvelle Kunsthalle
- Eschweiler
  - Statue de saint Antoine de la Liebfrauenschule
- Essen
  - Quartier de Kettwig
    - Monument aux morts des guerres de 1866 et de 1870-1871 avec des statues de Guillaume Ier, de Bismarck  et du maréchal von Moltke

  - Quartier de Werden
    - Trois statues sur le pont du Roi[5] : l'empereur Guillaume Ier, Bismarck, et le maréchal von Moltke (ailleurs aujourd'hui.)
    - Statue de Frédéric III
- Hilden
  - Statue de Guillaume Ier, au marché (détruite)
  - Fontaine de Bismarck, au marché (détruite)

- Krefeld
  - Statue du maréchal von Moltke
- Mönchengladbach

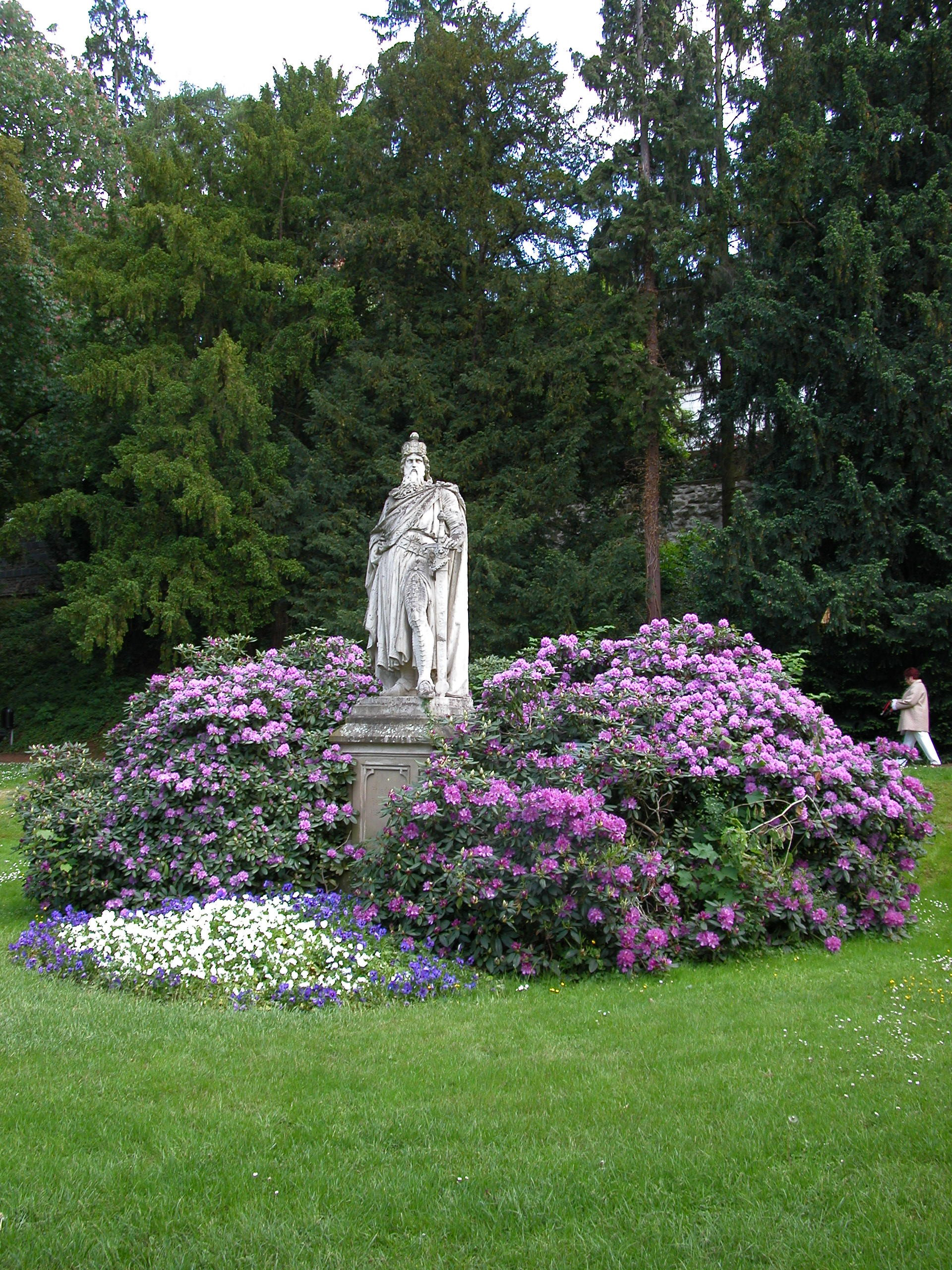
Sinzig:
Frédéric Barberousse.

  - Calvaire 1902 (détruit pendant la guerre)
- Moresnet-Chapelle (Belgique)
  - 14 Stations du chemin de croix de l'église des Franciscains
- Remagen
  - Statue de saint François sur la Apollinarisberg
- Sinzig
  - Statue de Frédéric Barberousse
- Solingen
  - Statue d'un forgeron sur une fontaine du vieux marché, 1895 (détruite en 1944)
  - Monument aux morts de 1870-1871, inauguré en 1875. Supprimé en 1955.
- Trèves
  - Statue de Friedrich Spee, église des Jésuites
- Viersen-Süchteln
  - Monument aux morts de la guerre de 1870-1871
- Wuppertal
  - Monument aux morts de la Königsplatz (aujourd'hui place Saint-Laurent (de) devant l'église Saint-Laurent (de) (disparu)
  - Fontaine des contes de fée (de) dans le quartier du zoo de Wuppertal (de), 1897

## Galerie

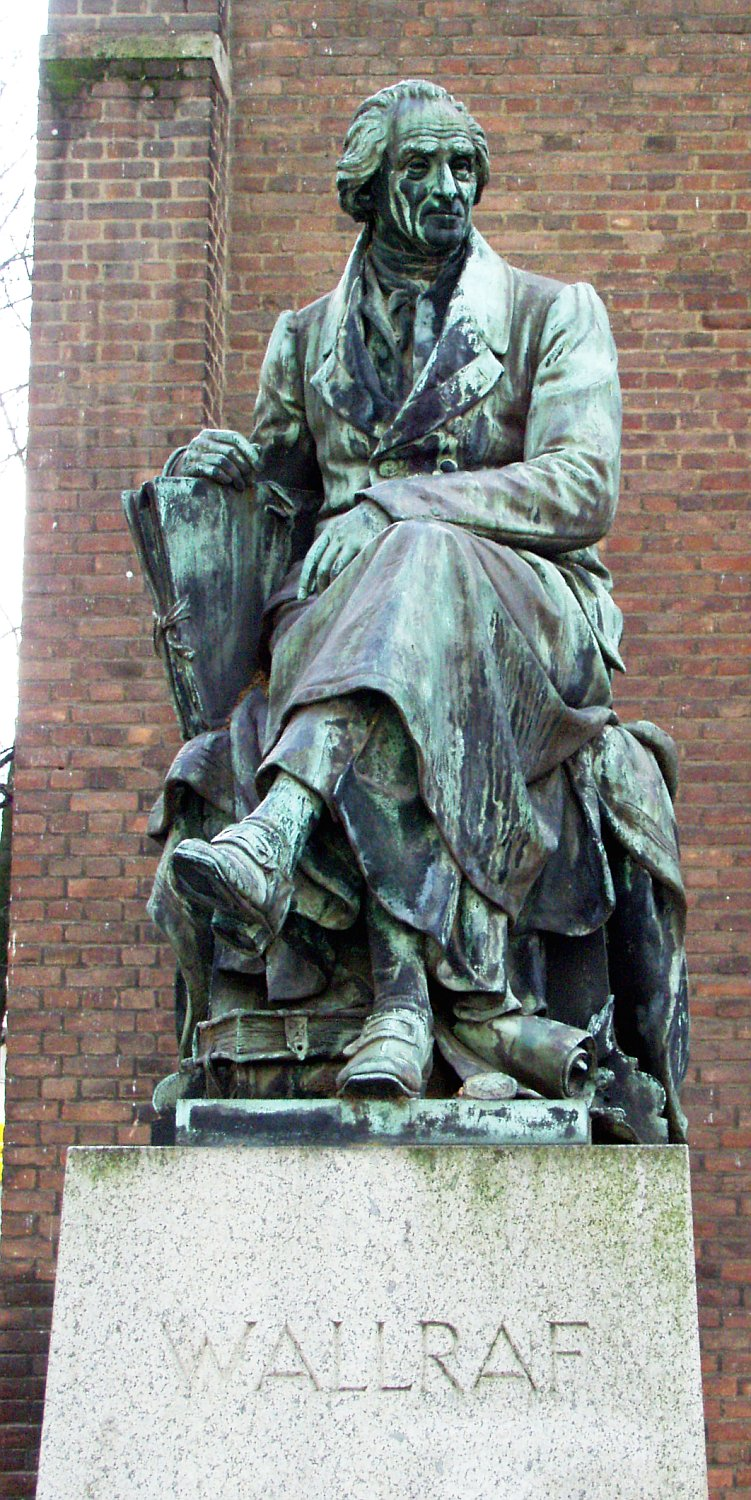
Statue de Ferdinand Franz Wallraf
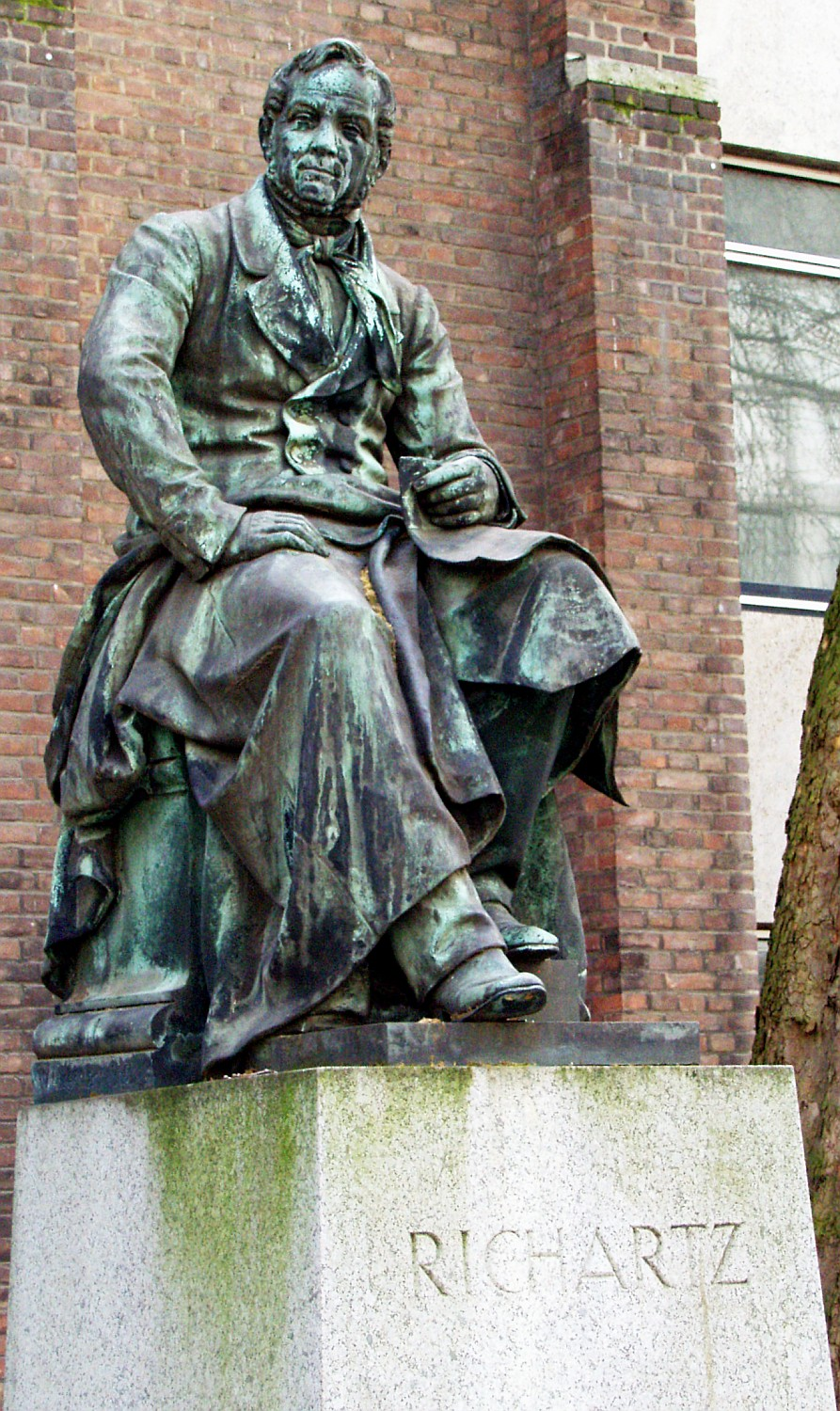
Statue de Johann Heinrich Richartz
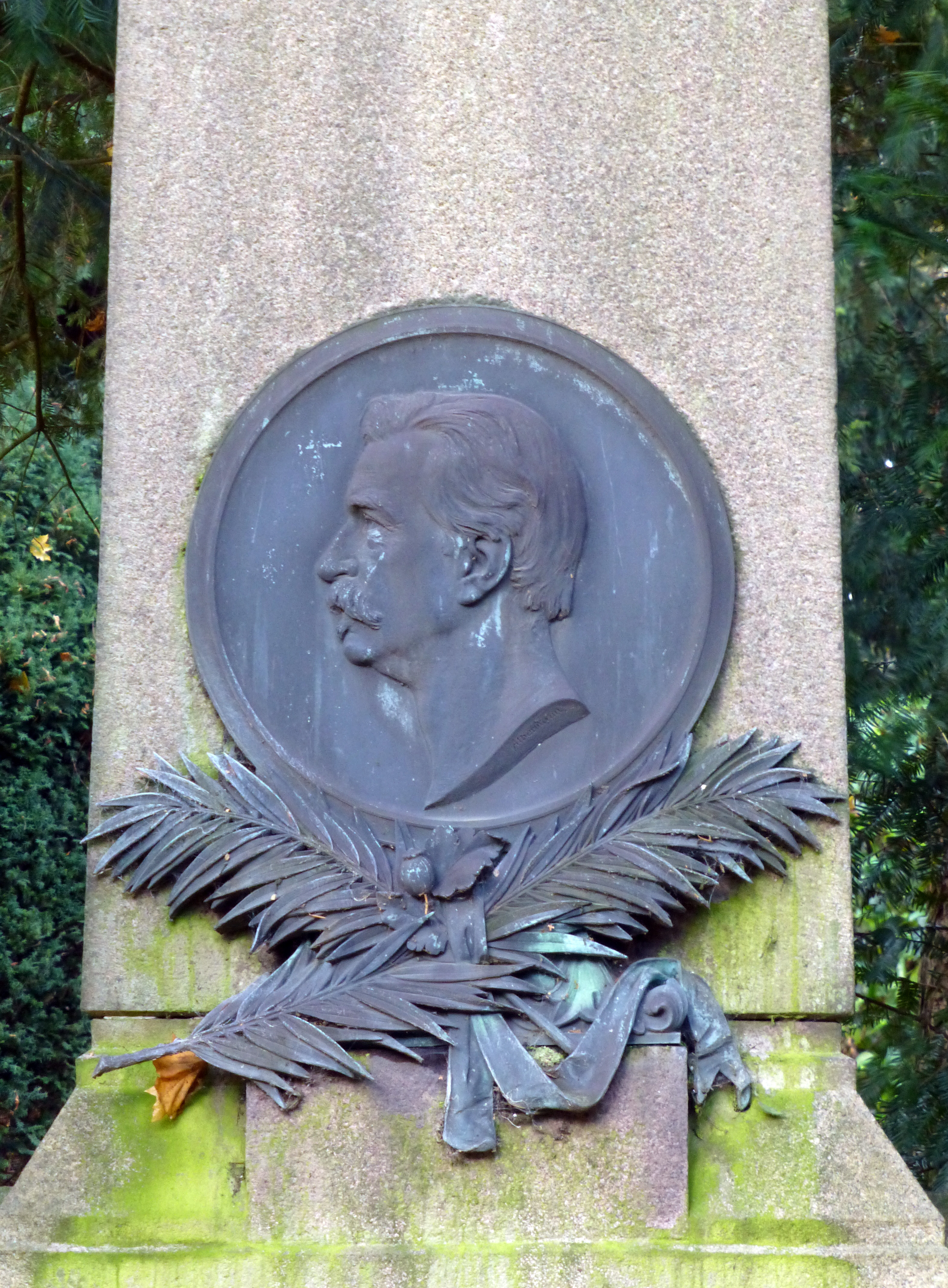
Tombeau de Hermann Pflaume, au Melaten-Friedhof
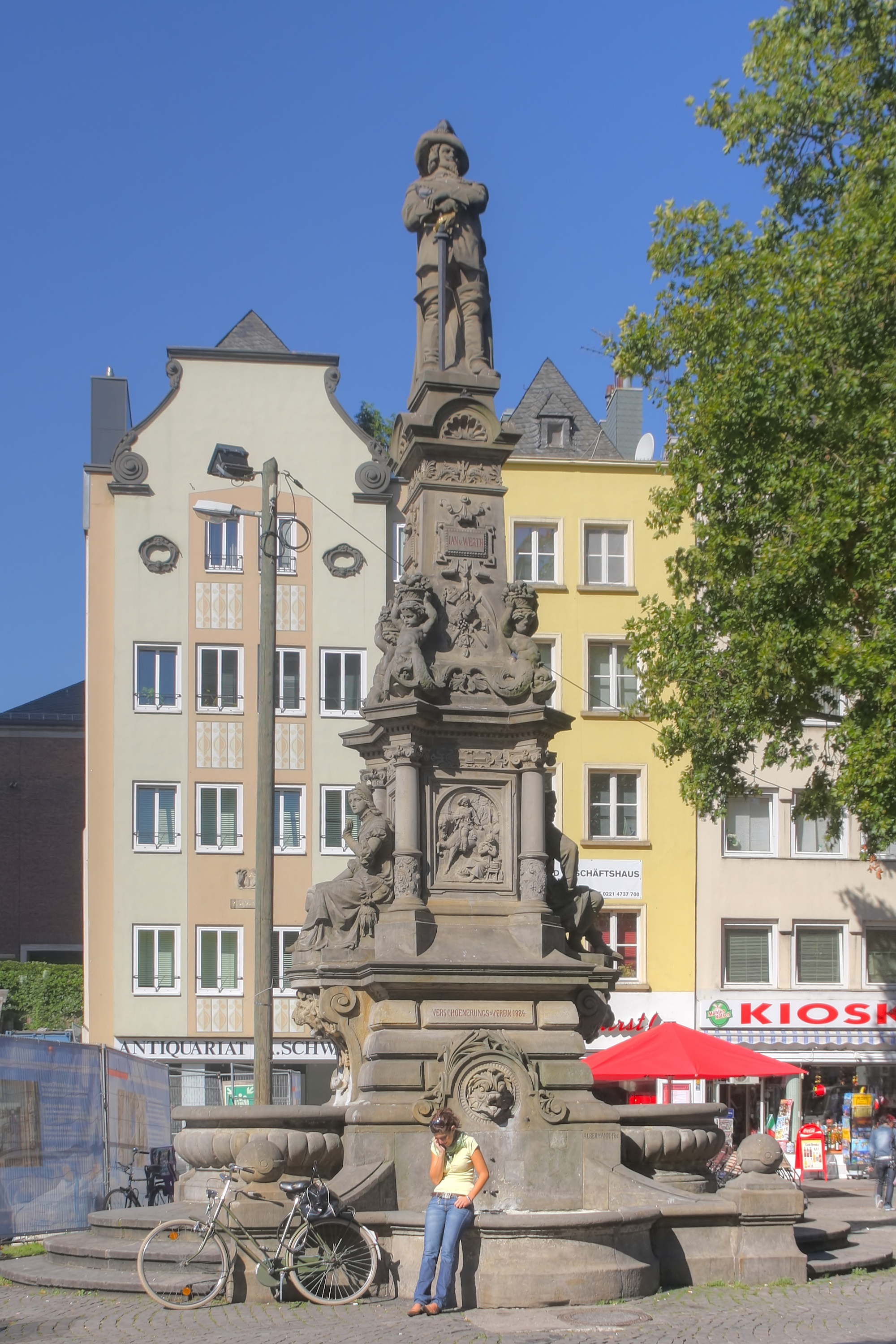
Fontaine de Jean de Werth (Jan von Werth)
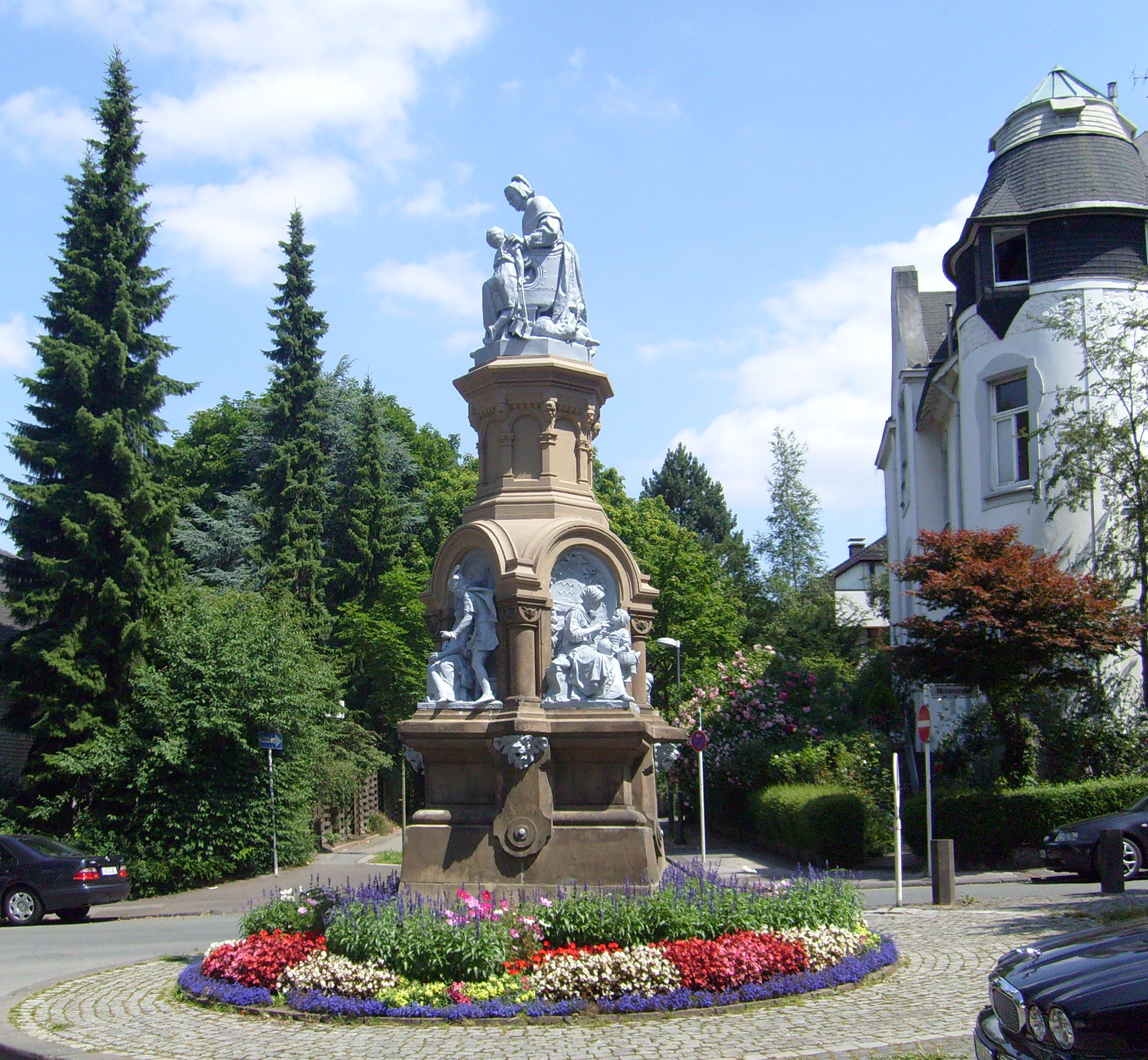
Fontaine des contes de fée à Wuppertal